# SS Californian (1902)
Pour les articles homonymes, voir Californian.
Le Californian est un cargo-mixte transatlantique appartenant à la compagnie Leyland Line. Construit en 1901, c'est un navire de taille et puissance modestes principalement destiné au transport du coton. Cependant, quelques cabines sont aménagées pour transporter des passagers de classe moyenne. Le navire est mis en service en janvier 1902 et dessert Boston et La Nouvelle-Orléans au cours de dix premières années de carrière sans histoire.
C'est en 1912, sous le commandement de Stanley Lord, que le Californian devient célèbre. Il se trouve en effet à proximité du Titanic durant la nuit du 14 au 15 avril, lorsque celui-ci fait naufrage après avoir heurté un iceberg. Au même instant, le cargo est arrêté par un champ de glace. Son opérateur radio étant couché, il n'est pas en mesure de recevoir les messages de détresse du paquebot, et l'équipage du Californian ne réagit pas malgré les fusées envoyées par le Titanic.
L'équipage, et principalement Lord, est mis en cause pour ne pas avoir porté secours aux 1 500 victimes du naufrage, et le capitaine voit sa carrière brisée. Durant les décennies qui suivent, les « Lordistes » et leurs opposants s'affrontent pour déterminer si le Californian aurait pu aider le Titanic et si son équipage est coupable. Près de cent ans après les faits, le débat reste ouvert malgré l'apport de nouveaux éléments. L'histoire du cargo apparaît dans plusieurs films consacrés au naufrage notamment Atlantique, latitude 41° et Le Titanic.
Après le naufrage du Titanic, le cargo poursuit tranquillement sa carrière avec un autre capitaine. En 1915, durant la Première Guerre mondiale, il est réquisitionné comme transport de troupes en Méditerranée. Il y est torpillé le 9 novembre 1915, au large de la Grèce. Son épave, supposée reposer par 5 000 mètres de fond, n'a jamais été localisée.

## Histoire

### 1901 – 1912: construction et carrière
Le Californian est commandé par la Leyland Line, compagnie exploitant de nombreux paquebots sur l'Atlantique nord, durant l'été 1901. Il est construit dans les chantiers navals Caledon Shipbuilding & Engineering Company de Dundee en Écosse. Sous le numéro de coque 159, il est le plus gros navire construit par ces chantiers à l'époque, bien que sa taille reste dans la moyenne des cargos de ce début de siècle. Son lancement a lieu le 26 novembre 1901, puis la mise en état du navire se poursuit en cale sèche.
Si le navire est initialement prévu pour le transport de coton, le rachat de la Leyland Line par l'International Mercantile Marine Co. (IMM) de John Pierpont Morgan entraîne des modifications. La superstructure est agrandie pour permettre d'installer dix-neuf cabines assez luxueuses, permettant de transporter 47 passagers. Il s'agit d'une disposition courante au sein de l'IMM qui permet de faire traverser l'Atlantique aux passagers pressés. En offrant des cabines confortables à des prix accessibles (10 £ la traversée dans le sens Liverpool—Boston, 50 en sens inverse), la Leyland Line s'assure ainsi un revenu substantiel en transportant des passagers aux moyens trop limités pour profiter du confort des grands paquebots.
Le navire n'en reste pas moins principalement un cargo, comme en témoignent ses soutes imposantes et son apparence classique, et le transport de passagers n'est qu'un revenu d'appoint. Il est nommé Californian selon une tradition propre à la compagnie qui donne à ses navires le nom d'un des 46 états des États-Unis de l'époque, dans ce cas précis, la Californie.
Après des essais en mer fructueux le 23 janvier, le Californian entame son voyage inaugural le 31 janvier 1902 entre Dundee et La Nouvelle-Orléans, pour le terminer le 3 mars. Par la suite, il effectue des traversées transatlantiques, transportant généralement une trentaine de passagers en plus de sa cargaison. En 1902, le navire est affrété par la Dominion Line pour cinq traversées à destination de Portland. Il revient ensuite au service de la Leyland Line pour desservir le sud des États-Unis. De 1901 à 1911, il voit se succéder à son commandement quatre capitaines avant d'être finalement mis sous le contrôle de Stanley Lord, jeune commandant. Par son jeune âge (il a obtenu ses certificats de capitaine à 24 ans, un âge très précoce par rapport à beaucoup de ses collègues) et par son esprit d'initiative et ses compétences, Lord promet en effet de devenir un capitaine majeur dans la marine marchande britannique.

### Témoin du naufrage duTitanic

#### Piégés dans les glaces

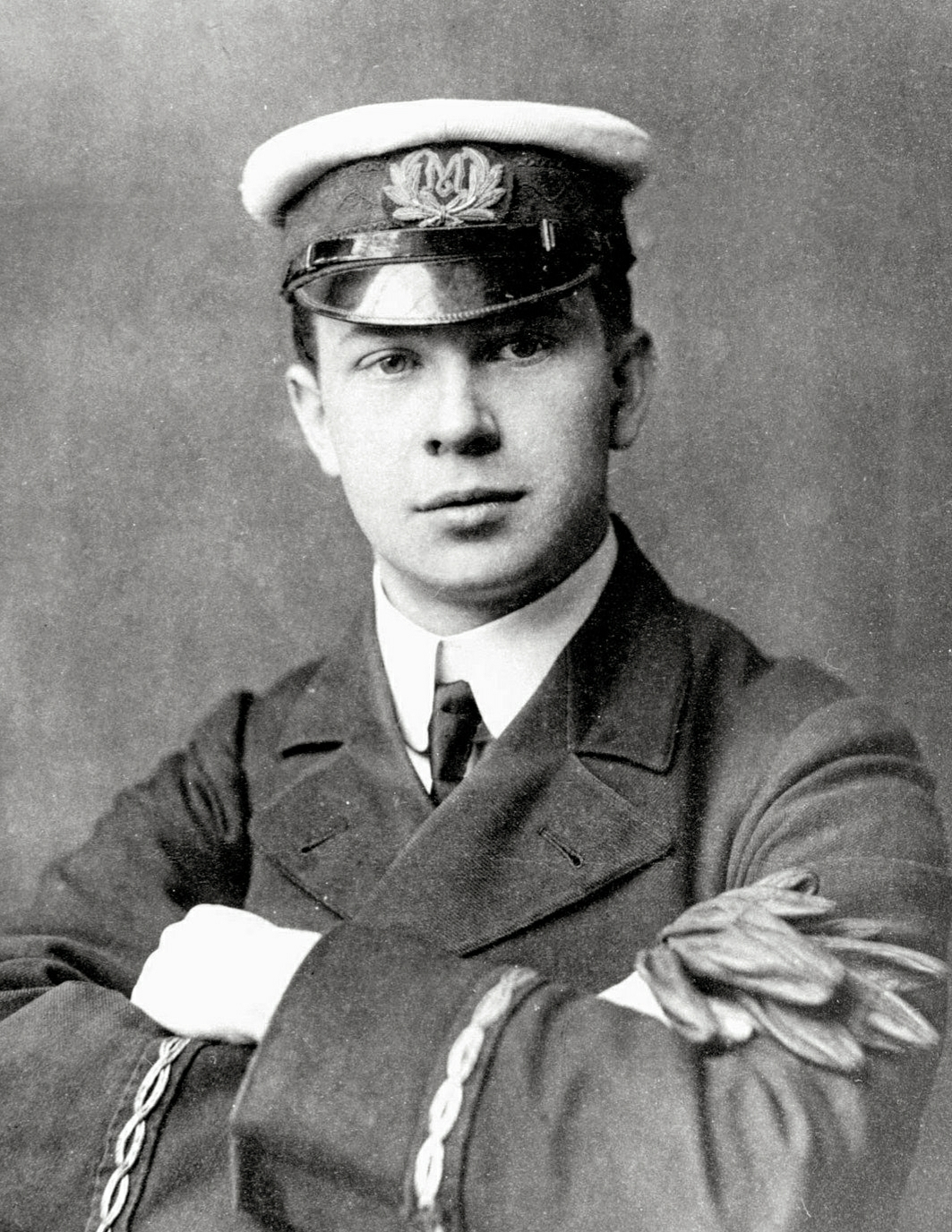
Jack Phillips, l'un des deux opérateurs radio du Titanic, a fait taire l'opérateur du Californian qui tentait de le prévenir de la présence de glaces, peu avant la collision avec l'iceberg.

Le 30 mars 1912, le Californian fait escale à Londres d'un périple à La Nouvelle-Orléans au cours duquel il a dû affronter une tempête qui a endommagé une partie de sa cargaison de coton. Il arrive ensuite à Liverpool d'où il doit repartir pour Boston le 5 avril. Les préparatifs sont donc particulièrement hâtifs mais soignés car Stanley Lord est particulièrement autoritaire. Cela n'empêche pas des erreurs : dans la précipitation, l'opérateur radio Cyril Evans se voit dans un premier temps confier une carte de l'Atlantique Sud. Tous les problèmes sont cependant résolus avant le départ. Pour cette traversée, qui doit durer quatorze jours, le Californian ne transporte aucun passager. Sur la passerelle de navigation, Lord est accompagné de trois officiers et d'un apprenti : ce sont George Stewart (commandant en second ou chief officer), Herbert Stone (deuxième officier), Charles Groves (troisième officier) et l'apprenti James Gibson.
La traversée est sans histoire durant la première semaine. Le 14 avril, le trafic de messages radio s'accroît : plusieurs navires croisant dans la zone signalent en effet des glaces se trouvant anormalement au sud. Dans la journée, il avertit une première fois le Titanic, qu'il précède, de la présence de glaces. Le soir venu, Lord, fait stopper les machines et immobiliser le cargo, et même reculer, arrêté par un épais champ de glaces à 22 h 20.  À 22 h 55, l'opérateur radio Cyril Evans avertit une nouvelle fois le Titanic du danger. Mais Jack Phillips, l'opérateur du Titanic, lui demande alors violemment de se taire car il est en communication avec Cape Race, une station radio terrestre au sud de Terre-Neuve, devant rattraper le retard pris dans l'envoi de messages personnels des passagers à la suite d'une panne des appareils, la veille. À la décharge de Phillips, Evans a oublié de commencer son message par le code spécifiant son caractère officiel et urgent. Finalement, à 23 h 30, Cyril Evans, qui est le seul opérateur radio à bord du Californian, éteint la radio pour aller se coucher, ce que fait également le commandant Lord du Californian, à minuit. À 23 h 40, le Titanic heurte un iceberg.

#### Le navire mystérieux
Le troisième officier Groves, de quart sur la passerelle, croit apercevoir un paquebot au loin. Il prévient le commandant Lord qui lui conseille d'entrer en contact avec le navire par le biais de lampes morse (peu visibles). Le navire au loin ne répond pas. De la salle des cartes, où il se repose, le capitaine Lord l'observe également, mais déduit qu'il doit s'agir d'un cargo de la même taille que le Californian. Peu après, Groves note que les lumières du navire sont éteintes. Cela ne le choque pas dans la mesure où le fait d'éteindre les lumières la nuit était une pratique courante sur les lignes d'Extrême-Orient où il avait travaillé. Il leur semble également probable que le navire ait été bloqué par les glaces et ait en conséquence éteint ses lumières pour que les passagers aillent se coucher. Les feux de position restent d'autre part visibles. Ayant conclu que la situation n'a rien d'anormal, Lord retourne se reposer, demandant à être réveillé au moindre signe suspect. Quant à Evans, il ne souhaite pas prendre le risque d'être à nouveau rabroué par Phillips et ne cherche donc pas à rétablir le contact radio avec le Titanic tant que l'ordre ne lui en a pas été donné.
À bord du paquebot qui commence à couler, les officiers et de nombreux passagers aperçoivent les lumières d'un navire dont ils attendent en vain le secours. De plus, l'opérateur Jack Phillips du Titanic, ne reçoit aucune réponse à ses appels. Le capitaine Edward Smith ordonne alors à Boxhall de lancer des fusées de détresse et de communiquer avec le navire grâce à des lampes morse (peu visibles). Les fusées sont aperçues par Herbert Stone, deuxième officier du Californian, qui considère qu'il ne s'agit pas de signaux de détresse et que le navire informe juste qu'il est bloqué par les glaces. L'apprenti Gibson croit pour sa part apercevoir des signaux à la lampe morse et tente d'y répondre, mais les signaux (peu visibles) n'ayant aucune signification, il conclut finalement qu'il s'agit du clignotement du feu du navire. Lorsqu'une sixième fusée est envoyée, Gibson décide de prévenir le capitaine Lord, qui se range à l'avis de Stone et juge inutile de réveiller l'opérateur radio. Selon lui, le navire est un cargo qui ne possède pas d'émetteur. Finalement, les feux du navire disparaissent : Stone prévient une dernière fois Lord de l'avancée de la situation, et celui-ci conclut que le navire a prévenu les navires alentour des glaces avant de partir.

#### À la rencontre duCarpathia

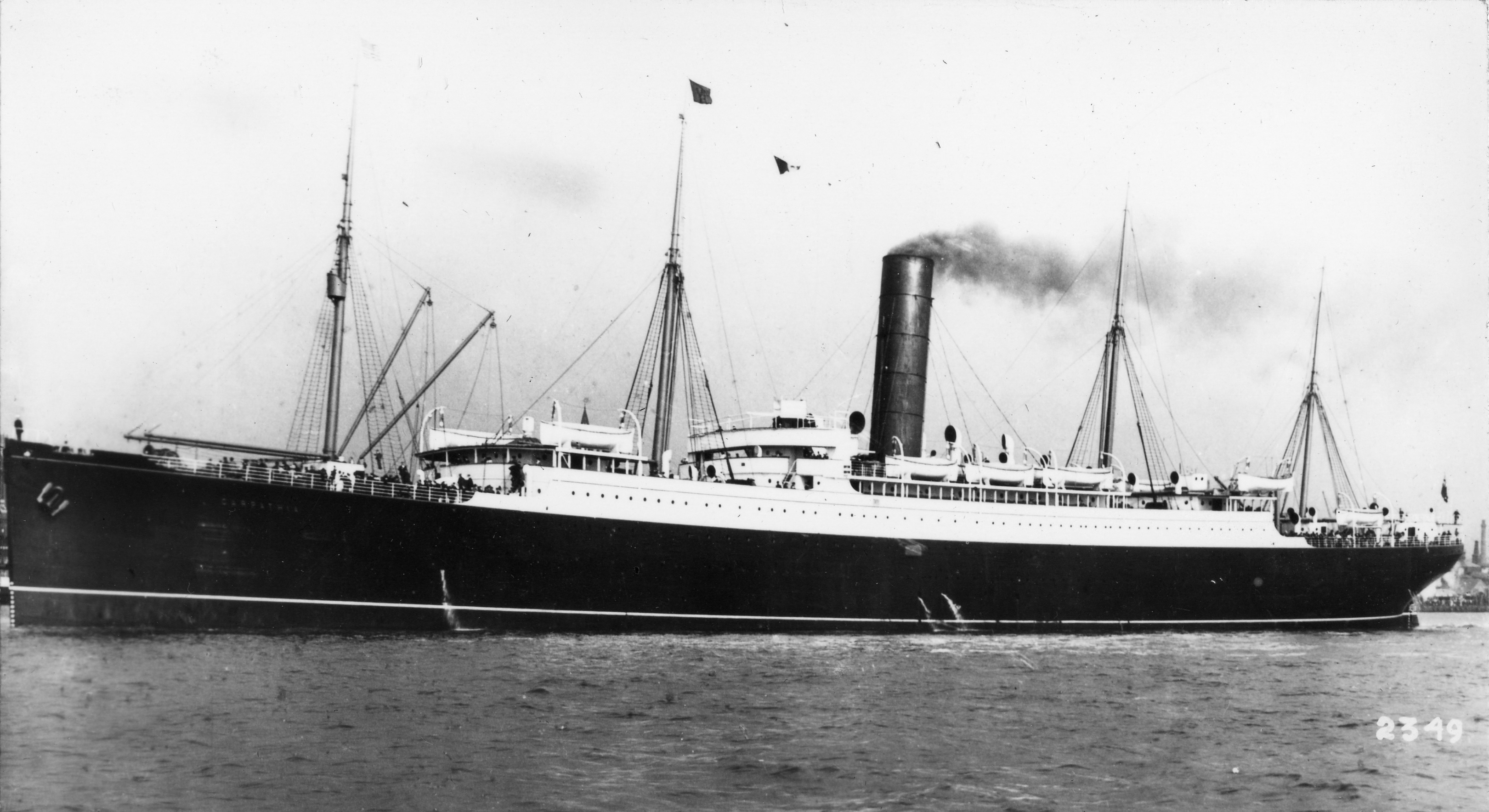
Le Carpathia a été aperçu par le Californian alors qu'il recueillait les rescapés du naufrage du Titanic.

À 3 h 30, Stone aperçoit à nouveau ce qu'il pense être des signaux de détresse. Il s'agit en réalité de tirs de fusées provenant du Carpathia venu secourir les naufragés. Il n'en fait cependant pas mention à Lord et continue sa veille. Le commandant en second Stewart prend la relève à quatre heures et est informé de la situation. Une demi-heure plus tard, il en informe Lord. Celui-ci, voyant le navire et pensant qu'il s'agit de celui qui a été vu la veille, considère que tout va bien. Au bout de quelque temps, les officiers décident de réveiller Cyril Evans pour qu'il en apprenne plus sur les fusées vues dans la nuit.
Ses questions reçoivent bien vite une réponse : le Frankfurt lui apprend que le Titanic vient de faire naufrage. Plusieurs autres navires confirment la nouvelle et transmettent les coordonnées du lieu du drame, que l'opérateur transmet au capitaine. Celui-ci s'exclame étrangement : « Non, ça ne peut pas être exact. Vous devez me trouver une meilleure position ». Il fait ensuite mettre le navire en marche, mais pour une raison inconnue, se dirige d'abord dans le champ de glace, à l'ouest, avant de descendre vers la position du Titanic, qui se trouve hors des glaces au sud.
Vers 8 heures, le Californian arrive en vue du Carpathia qui finit de recueillir les derniers rescapés. Le cargo propose son aide et est invité à rester sur les lieux pour trouver d'éventuels survivants. Les recherches sont cependant infructueuses. Après deux ou trois heures de recherches, le navire reprend sa route pour Boston.

### Après leTitanic
Stanley Lord, accusé d'avoir manqué à son devoir en ne secourant pas le Titanic, est relevé du commandement du Californian. En août 1912, une lettre l'informe que la Leyland Line n'a plus besoin de ses services.
Le navire en lui-même et sa compagnie n'ont pas à subir les retombées négatives du naufrage du Titanic : son activité concernant principalement les cargos, la compagnie n'a pas la visibilité de la Cunard ou de la White Star. La carrière du Californian quitte le feu des projecteurs : dans les deux années qui suivent, le navire continue à naviguer entre Liverpool, Boston et La Nouvelle-Orléans.
Avec la Première Guerre mondiale, le navire poursuit un temps son service commercial, puis est réquisitionné. Chargé de transporter du matériel et des troupes pour les alliés embourbés dans la bataille de Gallipoli, il connaît le sort de nombreux navires engagés dans ce conflit. Le 9 novembre 1915 au matin, alors qu'il ne transporte pas de troupes à son bord, il est pris pour cible par un sous-marin allemand. Une première torpille le touche, mais ne suffit pas à le couler, et un torpilleur français le prend en remorque. Un deuxième projectile a cependant raison du cargo que l'équipage évacue. Deux chauffeurs sont ébouillantés par des échappements de vapeur : ce sont les seules victimes. Le navire sombre par 5 000 mètres de fond au sud-ouest de Ténare en Grèce. Son épave n'a jamais été retrouvée et a peu de chances de l'être un jour.
Par coïncidence, deux autres navires présents près du lieu du naufrage du Titanic subissent également ce sort dans le conflit : le Mount Temple et le Carpathia.

## Caractéristiques
Avec ses 6 223 tonneaux de jauge brute pour 136 mètres de long et 16 de large, le Californian est un navire de taille très honorable si on le compare au plus gros navire de l'époque, le Celtic qui dépasse les 20 000 tonneaux. Le cargo est en outre pourvu de quatre mâts et d'une cheminée de couleur rose à manchette noire. Deux chaudières doubles alimentent en vapeur la machine à triple expansion du navire qui lui permet d'atteindre une vitesse moyenne de 12 nœuds. Il possède également des embarcations de sauvetage pour 218 personnes, soit deux fois la capacité du navire à pleine charge.
Les logements de la plus grande partie de la cinquantaine de membres d'équipage se trouvent sous le pont avant, dans une zone particulièrement soumise aux embruns. Ils y logent dans des cabines pour quatre à huit personnes assez inconfortables, mal ventilées et éclairées. En tout, l'équipage comprend le capitaine, quatre officiers, un opérateur radio, et 49 membres d'équipage (matelots, chauffeurs, soutiers...). Les cabines se trouvent dans la superstructure. Les gradés de l'équipage résident à tribord et les passagers à bâbord. Les installations correspondent à la deuxième classe de la plupart des navires de l'époque. Si les cabines ne sont pas de grande qualité, elles restent confortables et disposent d'éclairage électrique, ce qui n'est pas le cas sur tous les navires contemporains. Les passagers du Californian ont également à leur disposition un fumoir, sur le pont supérieur à tribord, décoré de panneaux de chêne et de linoléum, une nouveauté en ce début de siècle. La salle à manger est également décorée et confortable. Lorsqu'il prend la mer, le Californian est homologué pour transporter 47 passagers au maximum.

## Polémique

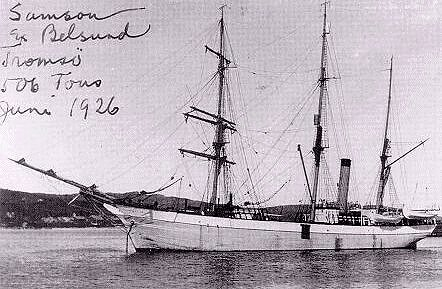
Le Samson en 1926

L'attitude de Stanley Lord lors du naufrage du Titanic a prêté à polémique. Plusieurs questions se posent en effet : Lord pouvait-il savoir que le Titanic coulait avec les éléments dont il disposait ? Le Californian aurait-il pu rejoindre le Titanic à temps ? L'enquête entraîne une autre question. Y avait-il un autre navire dans les parages cette nuit là ? En effet, Lord soutient que le navire qui a été aperçu depuis son navire était trop petit pour être le Titanic. Ainsi, deux camps s'affrontent pendant de nombreuses années, les « Lordistes » s'opposant à ceux qui considèrent Lord comme coupable de n'avoir pas agi.

### Accusations portées
À son arrivée à Boston dans la nuit du 18 au 19 avril 1912, Lord est accueilli par de nombreux journalistes, et est considéré, pour peu de temps cependant, comme un héros comparable à Arthur Rostron, le capitaine du Carpathia. Cependant, le témoignage d'un soutier du Californian, Ernest Gill, change tout. En effet, celui-ci donne une interview au Boston American, dans laquelle il explique avoir aperçu un grand navire qui tirait des fusées la nuit du naufrage. Pour lui, le navire ne peut être que le Titanic. Interrogé par la commission d'enquête américaine, Lord déclare avoir en effet vu un navire, cependant, il s'agit selon lui d'un cargo qui a stoppé pendant une heure avant de s'éloigner. Il déclare également que le Titanic se trouvait à une vingtaine de miles du Californian, tandis que le cargo qu'il a vu était à environ cinq miles. De plus, selon lui, le navire était de taille comparable à celle du Californian, ce qui ne correspond pas à la description du Titanic. La commission d'enquête ne cherche cependant pas à en savoir plus sur le navire en question.
Lord n'est jamais lavé des accusations portées contre lui de son vivant. Il faut attendre la découverte de l'épave pour que la position exacte du Titanic soit déterminée. Ceci donne raison à Lord, qui est réhabilité en 1992 par le Board of Trade.

### L'hypothèse duSamson
On sait aujourd'hui que le Californian se trouvait à une trentaine de kilomètres du Titanic, et était donc trop loin pour que ses marins puissent l'apercevoir. On se demande donc quel fut le mystérieux navire qui fut aperçu autant par l'équipage du Titanic que par celui du Californian, avant de disparaître. De nombreuses hypothèses ont été émises, dont la plus probable (depuis 1962) concerne le Samson, un navire de pêche norvégien dépourvu de télécommunications qui croisait dans la zone au cours de cette même nuit. Son équipage ne prit conscience du naufrage qu'un mois plus tard, lorsque le consul de Norvège en Islande leur apprit la nouvelle.
Toutefois, le fait demeure que si le Californian avait rallumé sa radio pour interroger le Samson, il aurait ensuite nécessairement entendu les appels du Titanic, de sorte que, situé à une distance trois fois moindre que le Carpathia, il aurait pu arriver bien plus tôt sur les lieux.